# Liste der Kulturgüter in Heimenhausen
Die Liste der Kulturgüter in Heimenhausen enthält alle Objekte in der Gemeinde Heimenhausen im Kanton Bern, die gemäss der Haager Konvention zum Schutz von Kulturgut bei bewaffneten Konflikten, dem Bundesgesetz vom 20. Juni 2014 über den Schutz der Kulturgüter bei bewaffneten Konflikten sowie der Verordnung vom 29. Oktober 2014 über den Schutz der Kulturgüter bei bewaffneten Konflikten unter Schutz stehen.
Es sind weder A-Objekte noch B-Objekte auf dem Gemeindegebiet ausgewiesen, Objekte der Kategorie C fehlen zurzeit (Stand: 22. Februar 2024). Unter übrige Baudenkmäler sind Objekte zu finden, die im Bauinventar des Kantons Bern als «schützenswert» verzeichnet sind.

## Übrige Baudenkmäler
Hinweis: Als Objekt-Identifikator (ID) wird die Grundstücksnummer verwendet.
| ID  | Foto |                                                              | Objekt                         | Typ | Standort                                      | Beschreibung |
| --- | ---- | ------------------------------------------------------------ | ------------------------------ | --- | --------------------------------------------- | ------------ |
| 14  | BW   | Datei hochladen                                              | Bauernhaus (1758)              | G   | Röthenbach, Wangenstrasse 11 618377 / 228368  |              |
| 17  | BW   | Datei hochladen                                              | Speicher (16. Jh.)             | G   | Heimenhausen, Dorfstrasse 3a 619817 / 228762  |              |
| 17  | ja   | Datei hochladen · Wikidata zu Bauernhaus (1605) (Q124637569) | Bauernhaus (1605)              | G   | Wanzwil, Wangenstrasse 9 619330 / 227701      |              |
| 24  | BW   | Datei hochladen                                              | Speicher (2. Hälfte 18. Jh.)   | G   | Wanzwil, Lagerstrasse 12b 619357 / 227586     |              |
| 32  | BW   | Datei hochladen                                              | Sägerei (1881)                 | G   | Heimenhausen, Rainstrasse 5a 620188 / 229010  |              |
| 45  | BW   | Datei hochladen                                              | Bauernhaus (1778)              | G   | Röthenbach, Winkel 7 618475 / 228389          |              |
| 51  | BW   | Datei hochladen                                              | Speicher (19. Jh.)             | G   | Röthenbach, Oberdorfweg 7b 618212 / 228104    |              |
| 58  | BW   | Datei hochladen                                              | Bauernhaus (2. Hälfte 19. Jh.) | G   | Röthenbach, Wangenstrasse 37 618607 / 228161  |              |
| 68  | BW   | Datei hochladen                                              | Ehemalige Schmiede (1801)      | G   | Heimenhausen, Riedgasse 11 619538 / 229036    |              |
| 73  | BW   | Datei hochladen                                              | Bauernhaus (1816)              | G   | Röthenbach, Winkel 14 618563 / 228446         |              |
| 190 | BW   | Datei hochladen                                              | Speicher (1651)                | G   | Heimenhausen, Dorfstrasse 1b 619884 / 228835  |              |
| 202 | BW   | Datei hochladen                                              | Speicher (16. Jh.)             | G   | Heimenhausen, Riedgasse 4 619796 / 228892     |              |
| 266 | BW   | Datei hochladen                                              | Bauernhaus (um 1800)           | G   | Heimenhausen, Berkenstrasse 4 619857 / 228902 |              |
| 327 | BW   | Datei hochladen                                              | Speicher (16. Jh.)             | G   | Heimenhausen, Dorfstrasse 8 619793 / 228800   |              |
| 327 | BW   | Datei hochladen                                              | Bauernhaus (1823)              | G   | Heimenhausen, Dorfstrasse 10 619765 / 228755  |              |
| 343 | BW   | Datei hochladen                                              | Bauernhaus (1853)              | G   | Heimenhausen, Riedgasse 12 619731 / 228949    |              |

Hinweis zur Legende: Anstelle der KGS-Nummer wird als Objekt-Identifikator (ID) die Grundstücksnummer verwendet.